# ナム・リー

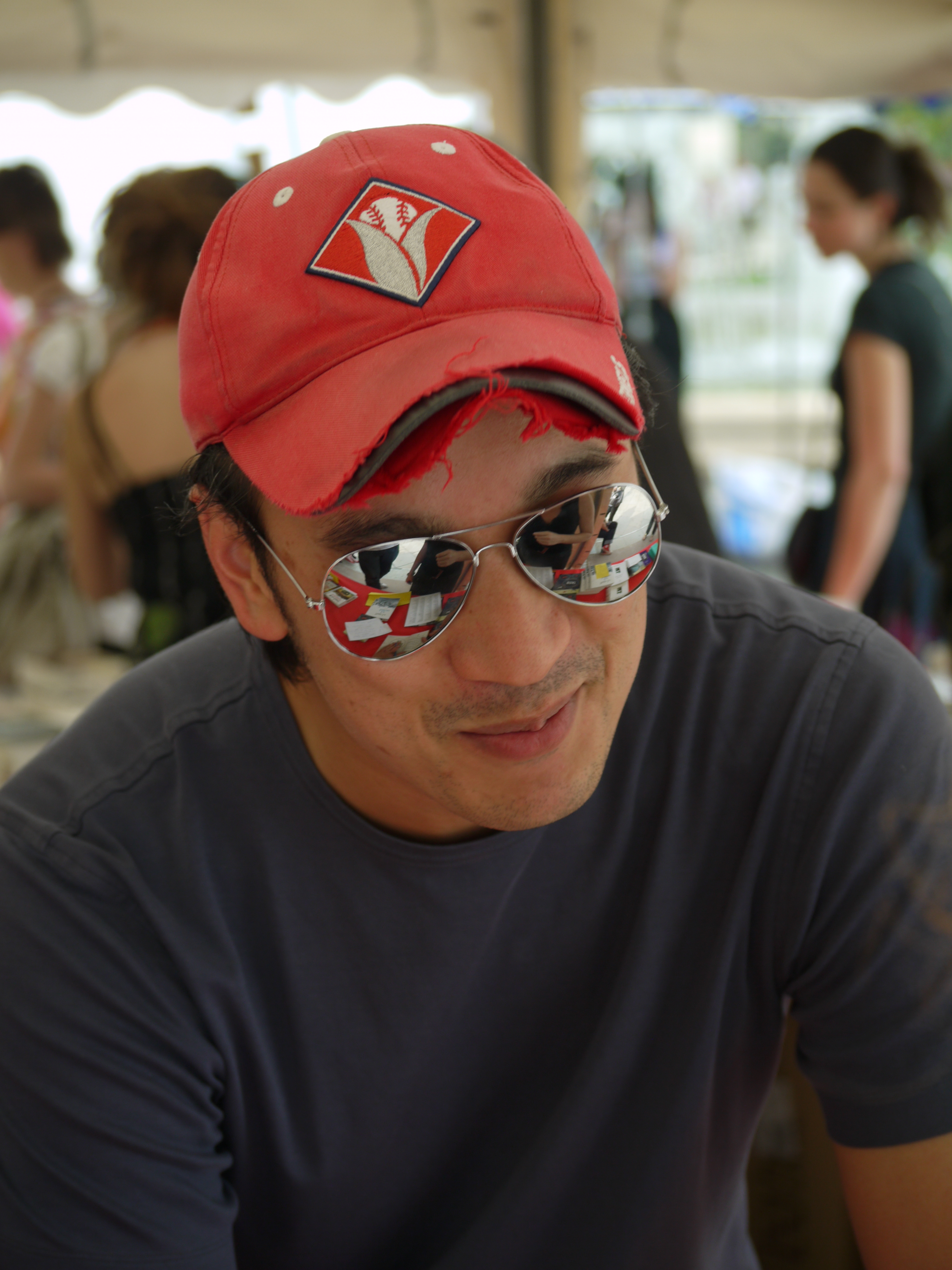
Nam Le in autograph session at the Comédie du Livre of Montpellier in France, in 2010.

ナム・リー（Nam Le 1978年 - ） はオーストラリアの作家。

## 経歴
(https://www.shinchosha.co.jp/sp/writer/4034/　）
ベトナム南部のラックザーに生まれる。1979年、生後3カ月で、両親とともにボートピープルとしてオーストラリアに渡る。メルボルン大学卒業。大手法律事務所勤務を経て、渡米。アイオワ大学ライターズ・ワークショップに学ぶ。
2007年プッシュカート賞、2008年ディラン・トマス賞、2009年オーストラリア・プライム・ミニスター文学賞、メルボルン賞ほか多数受賞。
ＮＹでハーヴァード・レビューの文芸記者を務めるとともに、2009年にはライター・イン・レジデンスとして英国イースト・アングリア大学に滞在。現在、英語圏でもっとも期待されている新人作家のひとり。

## 受賞歴
- 2010: PEN/Malamud Award
- 2009: Anisfield-Wolf Book Award
- 2009: Prime Minister's Literary Award for Fiction: Winner of the $100,000 (AUS) prize for "The Boat"
- 2009: Queensland Premier's Literary Awards Australian Short Story Collection - Arts Queensland Steele Rudd Award
- 2009: Vance Palmer Prize for Fiction: Shortlisted for The Boat
- 2009: New South Wales Premier's Literary Awards Book of the Year and UTS Glenda Adams Award for New Writing for The Boat
- 2008: Dylan Thomas Prize for The Boat
- 2008: National Book Foundation's "5 Under 35" Award
- 2008: Frank O'Connor International Short Story Award: Longlisted
- 2007: Pushcart Prize
- 2007: Michener-Copernicus Fellowship

## 邦訳作品
- 『ボート』小川高義 訳、新潮社、新潮クレスト・ブックス、2010年1月

## リンク
- “The Boat: Official Website”. 2008年11月12日閲覧。
- “Episode 5: Found in Translation with Simon Winchester, Aleksandar Hemon, Rabih Alameddine and Nam Le”. Titlepage.tv. 2008年6月1日閲覧。